# Бойківщина (кредитна спілка)
Кредитна спілка «Бойківщина» — кредитна спілка, що знаходиться в Дрогобичі.

## Історія й розвиток
Кредитна спілка одержала ліцензії в Держфінпослуг на:
- Надання кредитів членам кредитної спілки за рахунок залучених коштів, крім внесків (вкладів) членів кредитної спілки на депозитні рахунки

- Залучення внесків (вкладів) членів кредитної спілки на депозитні рахунки.

Бере участь у Львівській обласній програмі енергозбереження, що передбачає видання кредитів населенню на енергозбереження з подальшим частковим відшкодування відсотків по кредиту державою. 
В рамках даної програми в 2008 році компанія видала 611 кредитів, що становило 32 % кредитів, виданих кредитними спілками.

## Фінанси
Активи спілки на 01.01.2013 р. — 25 млн. 605 тис. грн.; власний капітал — 5 млн.190 тис. грн.; кількість членів спілки — 20 975.
Член Львівської асоціації кредитних спілок (ЛАКС), яка об'єднує 18 кредитних спілок.
З 2008 року — член Всеукраїнської асоціації кредитних спілок (ВАКС).

## Міжнародні зв'язки
Кредитна спілка співпрацює з Німецьким проектом технічної допомоги «Підтримка фінансової діяльності на селі» GTZ/DGRV, Канадською програмою зміцнення кредитних спілок в України.
У 2010 році отримала сертифікат відповідності міжнародним стандартам демократичного управління, прозорої діяльності та фінансової стабільності.